# Doctor Lawyer
Doctor Lawyer (닥터 로이어?, Dakteo ro-i-eoLR) è una serie televisiva sudcoreana trasmessa su MBC TV dal 3 giugno al 23 luglio 2022. In lingua italiana è disponibile su Disney+.

## Trama
Han Yi-han, un chirurgo diventato un avvocato specializzato in controversie mediche dopo aver perso tutto a causa di un'operazione chirurgica truccata, e Geum Seok-yeon, un pubblico ministero incaricato di reati medici che ha perso il fratello minore a causa di quell'operazione, lavorano insieme per confortare le vittime della malasanità e per punire coloro che credono che la ricchezza e il potere siano al di sopra della vita.

## Personaggi e interpreti
- Han Yi-han, interpretato da So Ji-sub
- Jayden Lee, interpretato da Shin Sung-rok
- Geum Seok-yeong, interpretata da Im Soo-hyang